# Zdrójno (województwo zachodniopomorskie)
Zdrójno (niem. Adolfsau) – osada w Polsce położona w województwie zachodniopomorskim, w powiecie choszczeńskim, w gminie Bierzwnik. W latach 1975–1998 miejscowość administracyjnie należała do województwa gorzowskiego. Miejscowość wchodzi w skład sołectwa Zieleniewo. Najbardziej na północ położona miejscowość gminy.

## Geografia
Osada leży ok. 1,5 km na północ od Zieleniewa, nad jeziorem Zdrojek.